# KG스틸
KG스틸은 철강 제조 기업이다. 철강금속제조 및 판매를 목적으로 설립되었으며 주 영업 분야는 냉연, 아연도금강판, 컬러강판, 석도강판 등으로 나뉜다. 
2011년부터 매년 1,000억원이 넘는 순손실을 기록하여 유동성 위기를 겪어왔다. 이에 김준기 회장은 2014년 10월 경영권을 포기하고, 채권단과 경영정상화 이행을 약정하는 MOU를 체결했다.
2019년 KG그룹에 인수되면서 동부제철에서 KG동부제철로 사명을 변경했다가 2022년 사명을 KG스틸로 바꿨다.

## 자회사
KG Dongbu Thai Steel Co.Ltd.(태국), KG Dongbu USA Inc.(미국), KG Dongbu Singapore Pte.Ltd.(싱가포르) 등의 연결대상 종속회사를 가진다.

## 역사
1984년 동부그룹이 동진제강을 인수했고, 1985년 동부제강으로 상호를 변경했다. 2007년부터 제철사업을 시작했고, 2008년 상호를 동부제철로 변경했다. 유동성 위기로 채권단 관리를 받고 있던 중 2014년 10월 23일 김준기 동부그룹 회장이 동부제철의 대표이사직에서 사임하겠다고 밝혔다. 2019년 사명을 KG동부제철로 바꿨다. 2021년 950억원을 투자해 당진공장에 컬러강판 라인 2기를 신설했다. 2022년 사명을 KG스틸로 변경했다. 

## 사고 문헌
1. ↑  동부그룹株, 급등..제철 채권단과 경영정상화 합의, 이데일리 2014.10.23
2. ↑  김준기회장, 동부제철 경영권 포기 《매일경제》, 2014년 10월 23일
3. ↑  동부 김준기 회장 눈물의 이메일 "동부제철을 떠납니다" 보관됨 2014-10-23 - 웨이백 머신 《그린경제》, 2014년 10월 23일
4. ↑  김준기 동부그룹 회장 “동부제철 대표이사 물러나겠다” 《한겨레》, 2014년 10월 23일